# 1903足球會
1903足球會（Boldklubben 1903），或普遍稱為B1903，是一間位於丹麥首都哥本哈根的職業足球會，於1903年6月2日成立。B1903曾經於1920年、1924年、1926年、1938年、1969年、1970年及1976 年七次成為丹麥足球冠軍（1913 年），1979年及1986年兩次獲得丹麥盃冠軍。1992年，B1903與哥本哈根球类俱乐部（KB）合併成現在的哥本哈根足球俱樂部，B1903在丹麥聯賽中的牌照轉讓給哥本哈根。

## 球會榮譽
- 丹麥足球冠軍:

 冠軍（7）：1920, 1924, 1926, 1938, 1969, 1970, 1976
- 丹麥盃

 冠軍（2）：1979, 1986

## 外部連結
- 官方網站 （页面存档备份，存于）